# Sarnow
Sarnow er en by og kommune i det nordøstlige Tyskland, beliggende i Amt Anklam-Land i den centrale del af Landkreis Vorpommern-Greifswald. Landkreis Vorpommern-Greifswald ligger i delstaten Mecklenburg-Vorpommern. Indtil 31. december 2004 hørte kommunen under Amt Spantekow.

## Geografi
Sarnow er beliggende ved Bundesstraße 197b, 13 km syd for byen Anklam. Kommunen ligger ved Peene-Südkanal.

### Landsbyer
Ud over Sarnow ligger tre landsbyer i kommunen:
- Wusseken
- Panschow
- Idasruh

## Eksterne kilder og henvisninger
- Wikimedia Commons har flere filer relateret til Sarnow
- Byens side Arkiveret 16. marts 2012 hos  Wayback Machine på amtets websted
- Statistik Arkiveret 25. marts 2017 hos  Wayback Machine